# لوك كلوف
لوك كلوف (بالإنجليزية: Luke Clough)‏ هو سياسي أسترالي، ولد في 4 يوليو 1878، وتوفي في 3 ديسمبر 1956 في بنديجو في أستراليا. انتخب عضو الجمعية التشريعية فيكتوريا.